# BC Place
Le BC Place est un stade multi-usages situé à Vancouver dans la province de Colombie-Britannique au Canada. Ce fut le premier stade à dôme du pays et l'un des plus grands de ce type dans le monde. Cependant, un accident en 2007 qui a conduit à l'effondrement du dôme sans faire de victimes — le stade était vide — a conduit à son remplacement en 2011 par un toit rétractable.
Depuis 1983, c'est le domicile des Lions de la Colombie-Britannique de la Ligue canadienne de football. Les Whitecaps de Vancouver de la North American Soccer League y ont joué entre 1983 et 1984 ainsi que les Vancouver Nighthawks de la National Basketball Association en 1988. En 2011, le stade est devenu le terrain de jeu d'une nouvelle franchise de la Major League Soccer, les Whitecaps de Vancouver (MLS). Le BC Place Stadium a une capacité de 54 500 places pour le football canadien contre 59 196 avant la rénovation de 2011.

## Histoire
Le 14 novembre 1982, l'immense dôme de 255 tonnes supporté par air (le plus grand du genre au monde) est gonflé en moins d'une heure. Le toit est une membrane de fibre de verre couverte de PTFE (téflon), il recouvre une surface d'environ 40 000 mètres carrés (10 acres) et s'élève à 60 mètres de hauteur.
Le stade fut inauguré le 19 juin 1983 par le Premier ministre Bill Bennett, et devint dès lors le premier stade couvert d'un dôme au Canada. Son coût de construction s'élevait à 126 millions de dollars canadiens. Le BC Place Stadium fut construit pour accueillir l'Exposition spécialisée de 1986 (Expo 86). Il est administré par PavCo (BC Pavilion Corporation), une société de la Couronne du gouvernement de la province de Colombie-Britannique.
En 2005, il a généré un revenu de 10 millions contre des dépenses de plus de l'ordre de 14 millions de dollars canadiens. Cette même année, la pelouse artificielle du stade de type AstroTurf fut remplacée par une pelouse FieldTurf achetée au stade olympique de Montréal pour 1 million de dollars canadiens.

### Déchirure du dôme
Le 5 janvier 2007, le toit se déchira dans la zone sud du stade près de la porte G et cela provoqua la fuite de l'air.
Le dôme n'a pu supporter la neige mouillée qui s'est accumulée, et qui fondait à cause de l'air chaud envoyé par l'intérieur. Elle a provoqué un effondrement partiel du dôme, au-dessus des gradins. La partie endommagée a été remplacée par un panneau provisoire le 19 janvier et le toit a été regonflé,. La BC Contractors Association a organisé une exposition dans le stade pendant la semaine du 23 janvier, au cours duquel le toit fuyait en plusieurs endroits. Une nouvelle section permanente du dôme fut installée en juin 2007, avant le début de la saison des BC Lions.

### Rénovations
En février 2010, le BC Place Stadium a accueilli les cérémonies d'ouverture et de clôture des Jeux olympiques d'hiver de 2010.
Avant cela, le 16 mai 2008, il a été annoncé que des rénovations importantes s'élevant à plus de 150 millions de dollars seraient réalisées, comprenant le remplacement des sièges, la rénovation des toilettes, des espaces de ventes et de restauration, et le remplacement du dôme ETFE par un nouveau toit rétractable. Le 9 janvier 2009, le gouvernement de Colombie-Britannique approuva la modernisation du BC Place pour 365 millions de dollars, comprenant un toit rétractable estimé à environ 200 millions de dollars. La somme inclut 65 millions de dollars pour rénover l'intérieur, 43 millions de dollars pour améliorer le bâtiment aux normes sismiques et le reste pour le toit, la plomberie, l'électricité et l'amélioration des infrastructures. Le président de BC Pavilion Corporation, David Podmore, avait déclaré que le toit rétractable ne serait probablement pas terminé avant l'été 2011.
Le travail a été effectué en deux phases. La première phase comprenait la réfection des sièges, des toilettes, des espaces de ventes, et des suites de luxe, ainsi que le renforcement de la couronne existante autour du sommet des tribunes de l’édifice. Les travaux sur le toit rétractable ont débuté en mai 2010, peu après la fin des Jeux paralympiques d'hiver de 2010 et le dégonflage final de la toiture. Le budget officiel de la rénovation est chiffré à 563 millions de dollars CAD. Le nouveau toit rétractable ressemble à celui de la Commerzbank-Arena de Francfort-sur-le-Main, cependant il est unique puisqu’il est le plus grand du genre dans le monde et comme pour le stade de Francfort il a été conçu par les ingénieurs de Schlaich Bergermann und Partner.
Le BC Place dispose également du deuxième plus grand tableau d'affichage suspendu en haute définition sur le continent après celui du Cowboys Stadium. En outre, une nouvelle pelouse artificielle développée par Polytan a été installée pour un coût approximatif de 1,2 million de dollars.
Il a rouvert le 30 septembre 2011.

## Transport
Le stade est desservi par la Stadium-Chinatown Station du Vancouver SkyTrain.

## Événements
- Soccer Bowl, 1er octobre 1983
- Coupe Grey, 1983, 1986, 1987, 1990, 1994, 1999, 2005, 2011 et 2024
- Concerts de The Jacksons (Victory Tour), 16, 17 et 18 novembre 1984 (124.000 spectateurs)
- Exposition spécialisée, 1986
- Championnat du monde de curling masculin, 1987
- Repêchage d'entrée dans la LNH, 1990
- Concert de Madonna (Sticky & Sweet Tour), 30 octobre 2008
- Jeux olympiques d'hiver, 2010
- Jeux paralympiques d'hiver, 2010
- Concert de Tiësto (ClubLife World Tour), 31 décembre 2011
- Concert de Roger Waters, The Wall Tour, le 26 mai 2012
- Coupe du monde féminine de football 2015
- Étape canadienne du World Rugby Sevens Series, les 12 et 13 mars 2016[11]

## Galerie

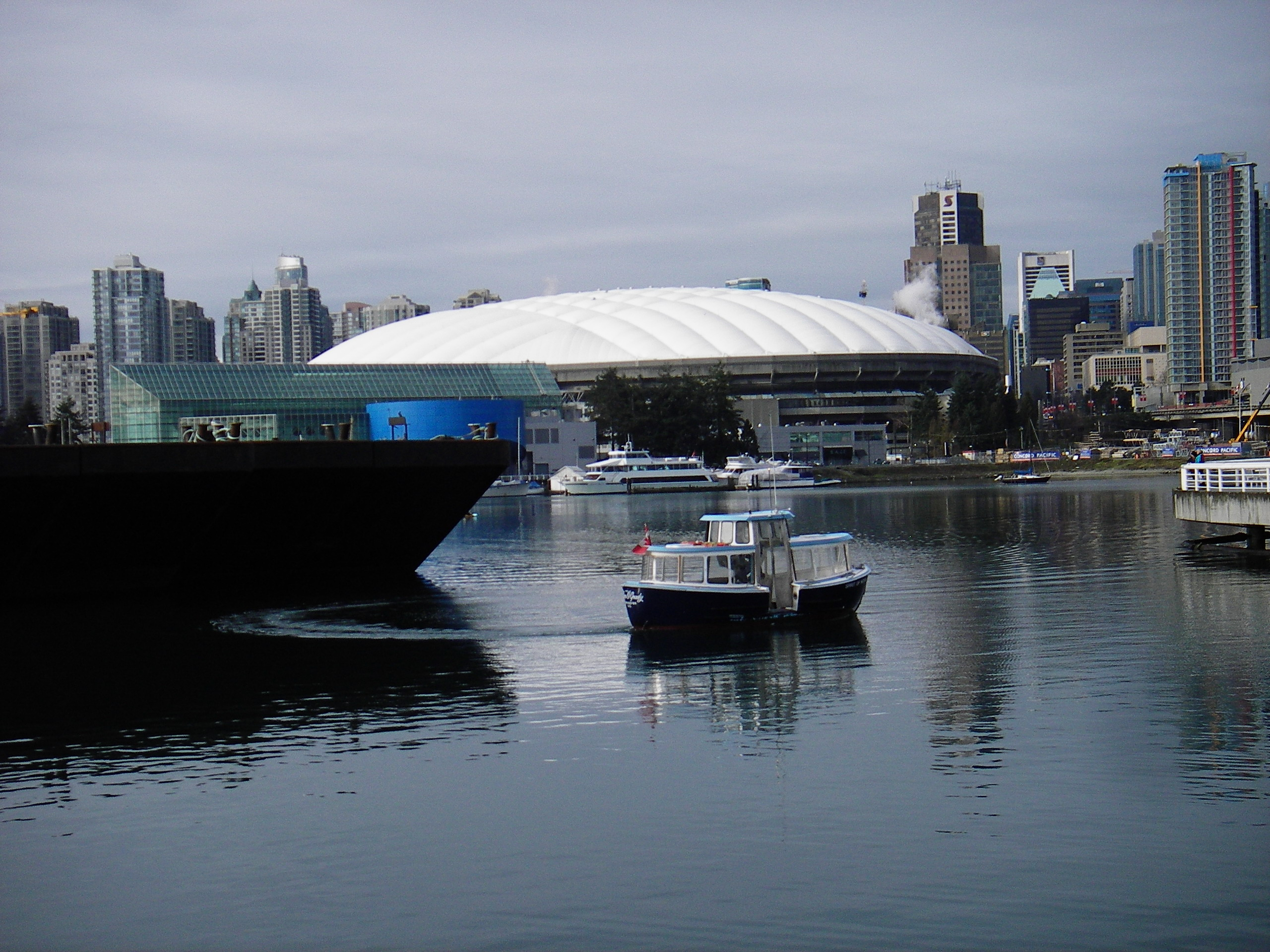
Le BC Place vu de False Creek.
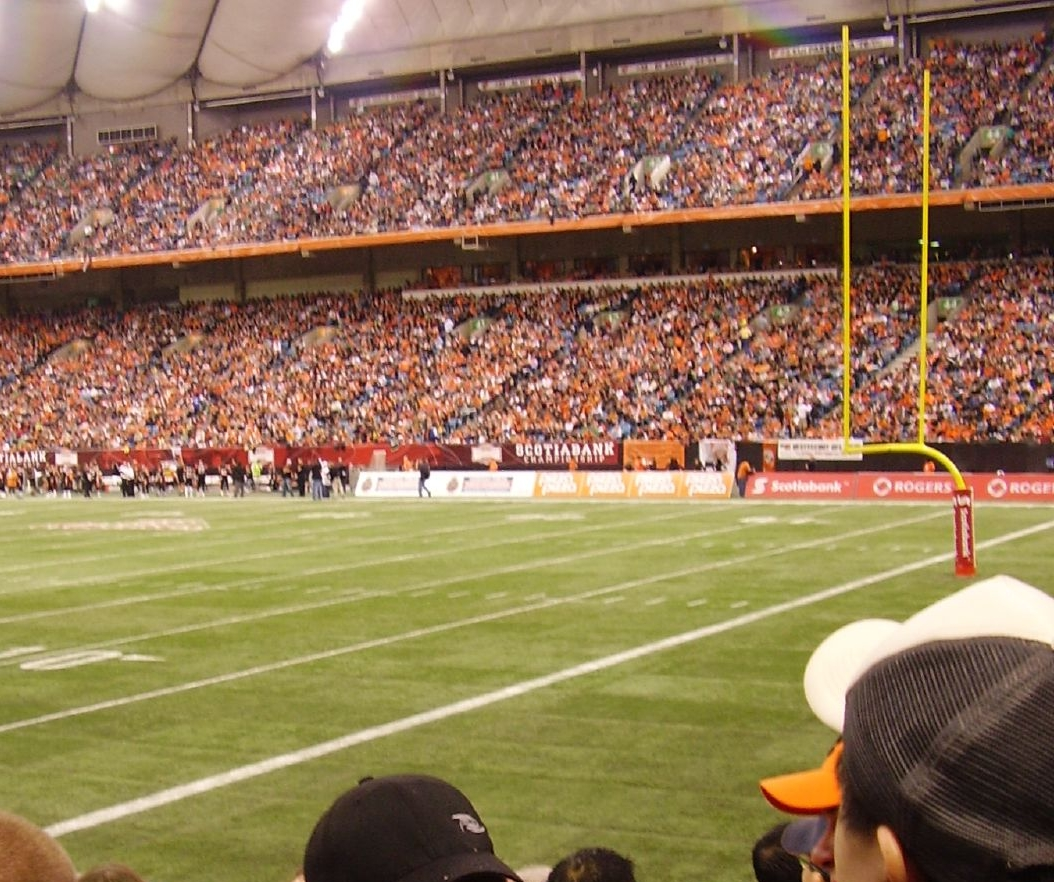
Vue intérieure.
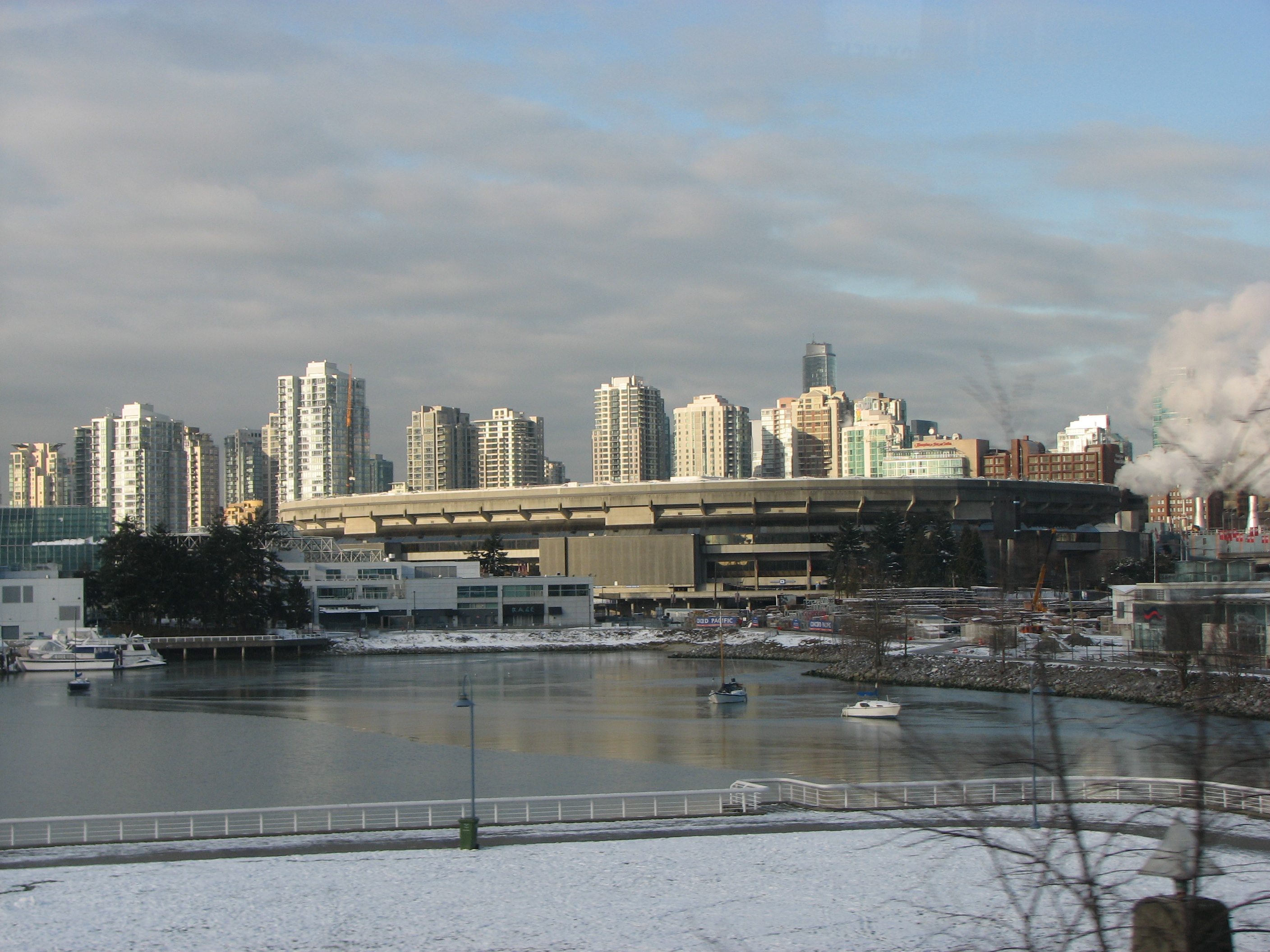
Toit effondré en 2007.
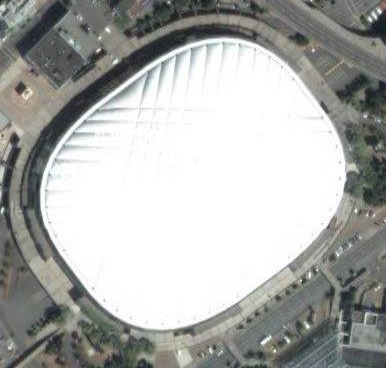
Image satellite.
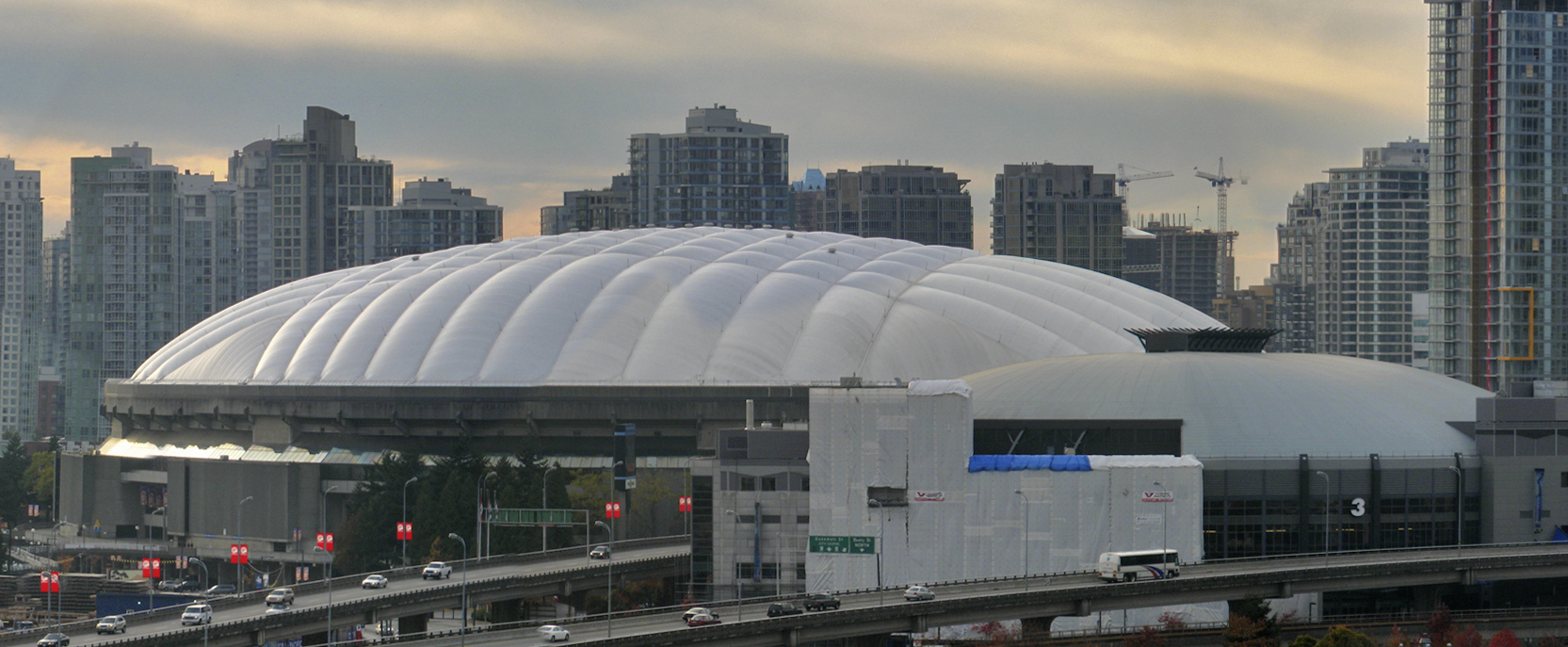
BC Place (2006).
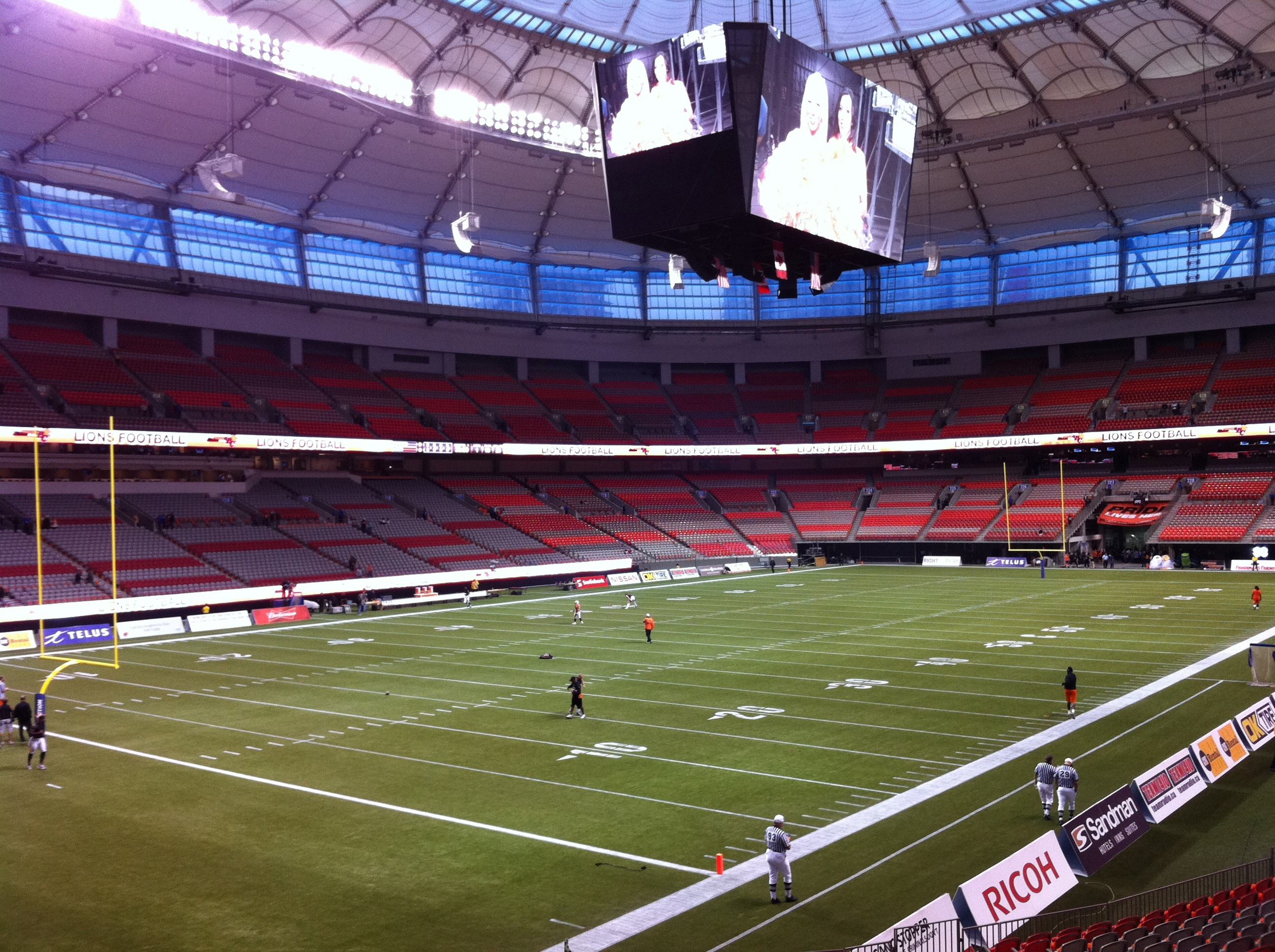
Intérieur en 2011.
Ancien logo jusqu'en 2010.